# ديفيد براون
ديفيد براون (بالإنجليزية: David Brown)‏ (26 يوليو 1889 في المملكة المتحدة - ) هو لاعب كرة قدم بريطاني (وحمل سابقاً جنسية المملكة المتحدة لبريطانيا العظمى وأيرلندا) في مركز الهجوم. لعب مع توتنهام هوتسبير ونادي غرينوك مورتون.